# Mysinge alvar
Mysinge alvar är ett naturreservat i Mörbylånga kommun i Kalmar län.
Området är naturskyddat sedan 1992 (som naturvårdsområde till 2008) och är 329 hektar stort. Reservatet ligger på Stora Alvaret och består av öppen betesmark med enar på tunna jordar och med en mosse i öster.